# جمعیت ایثارگران انقلاب اسلامی
جمعیت ایثارگران انقلاب اسلامی از تشکل‌های سیاسی اصول‌گرا در نظام جمهوری اسلامی ایران است که در سال ۱۳۷۵ تأسیس شد و فعالیت رسمی خود را از سال ۱۳۷۸ آغاز کرد. محمود احمدی‌نژاد رئیس دولت نهم و دهم عضو این حزب بوده‌است.
در انتخابات ریاست جمهوری ایران (۱۳۸۴)، این جمعیت از نامزدی محمدباقر قالیباف حمایت کرد. حسین فدایی از ابتدای تأسیس تا سال ۱۳۹۶ دبیر کلی این جمعیت را عهده‌دار بود. در حال حاضر محمدجواد عامری شهرابی دبیرکل این حزب و محمدصابر باغ‌خانی‌پور قائم‌مقام آن است.

## تاریخچه
با پایان یافتن جنگ ایران و عراق و آغاز دوران بازسازی و سازندگی کشور، شرایط ویژه‌ای در ایران حاکم شد، به‌گونه‌ای که فضای سیاسی کشور به دو جناح عمده سیاسی موسوم به چپ و راست تقسیم شده بود. در این زمان جمعی از نیروهای انقلابی و رزمندگان دوره جنگ که مایل به انجام کار تشکیلاتی و سیاسی بودند و نمی‌خواستند در دسته‌بندی رایج چپ و راست قرار گیرند، دست به فعالیت تشکیلاتی زدند. این گروه بین سال‌های ۱۳۷۰ تا ۱۳۷۱ به فعالیت فرهنگی روی آورد، سپس فعالیت سیاسی را آغاز کرد و به‌طور غیررسمی در انتخابات پنجمین دوره مجلس شورای اسلامی با نام جمعی از ایثارگران انقلاب اسلامی، اقدام به انتشار لیست انتخاباتی نمود.
هیئت مؤسس این جمعیت در تاریخ ۱۵ بهمن ۱۳۷۵ با عنوان جمعی از ایثارگران انقلاب اسلامی اعلام موجودیت کرد و در تاریخ ۵ مرداد ۱۳۷۸ از کمیسیون ماده ۱۰ احزاب با عنوان جمعیت ایثارگران انقلاب اسلامی مجوز فعالیت دریافت کرد.
جمعیت ایثارگران همواره به عنوان یکی از گروه‌های اصلی اصولگرایان در انتخابات مجلس حضور داشته و به‌عنوان یکی از پایه‌گذران جبهه متحد اصولگرایان مطرح بوده‌است. کمیته اقتصادی جمعیت ایثارگران که الیاس نادران و سید امیر سیاح دو تن از اعضای شاخص آن هستند، همواره به عنوان یکی از منتقدین سیاست‌های اقتصادی دولت احمدی‌نژاد مطرح بوده‌است.

### نهمین دوره انتخابات ریاست‌جمهوری
جمعیت ایثارگران در ابتدا قصد داشت که مانند انتخابات‌های شوراها و مجلس، با شورای هماهنگی نیروهای انقلاب اسلامی همراهی کند و در ابتدا نیز قدم‌هایی در این راستا برداشت ولی بعد از مدتی، با شورای هماهنگی اختلاف پیدا کرد. شورای هماهنگی از دو بخش غیررسمیِ «احزاب» و «اقشار اجتماعی» تشکیل یافته بود که بخش احزاب آن را جبهه پیروان خط امام و رهبری هدایت کرده و رهبری بخش اقشار اجتماعی آن را نیز جمعیت ایثارگران به عهده داشت. این شورا در سال ۱۳۸۳ برای انتخاب نامزد نهایی اصول‌گرایان، یک گروه متشکل از علی‌اکبر ناطق نوری رئیس شورای هماهنگی، حبیب‌الله عسگراولادی دبیرکل جبهه پیروان خط امام و رهبری، محمدرضا باهنر دبیرکل جامعه اسلامی مهندسین، سید رضا تقوی عضو جامعه روحانیت مبارز، و حسین فدایی دبیرکل جمعیت ایثارگران را تشکیل داد و مقرر شد که پنج نفر از اعضای شورای هماهنگی —محمود احمدی‌نژاد، احمد توکلی، محسن رضایی، علی لاریجانی و علی‌اکبر ولایتی— وارد رقابت‌های انتخاباتی شوند تا سرانجام طبق نتایج نظرسنجی‌ها، کاندیدای نهایی اصول‌گرایان برای ریاست‌جمهوری انتخاب شود. احمدی‌نژاد به عنوان کاندیدای جمعیت ایثارگران، معتقد بود که ناطق نوری و جناح راست پیشاپیش تصمیمشان را برای حمایت از ولایتی یا لاریجانی گرفته‌اند؛ بنابراین چارچوب مدنظر شورای هماهنگی را نپذیرفت.
در اوایل اسفند ۱۳۸۳، در حالی که شورای هماهنگی از تصمیم قطعی‌اش در حمایت از لاریجانی خبر می‌داد، زمزمه‌های حضور محمدباقر قالیباف نیز به گوش می‌رسید. بدنهٔ اجتماعی شورای هماهنگی که در انتخاب لاریجانی نقشی نداشتند، به علت تأمین نشدن رأی آن‌ها و عدم دخالت در تصمیم‌گیری، تصمیم اتخاذشده را نپذیرفتند و لاریجانی فقط نامزد منتخب بخش احزاب شورای هماهنگی شد. بخش اجتماعی شورای هماهنگی موسوم به «شورای هماهنگی ۲» شده و از چارچوب تعهدات قبلی خود خارج شد. احمدی‌نژاد، قالیباف، توکلی و رضایی با امضای میثاق‌نامه‌ای متعهد شده بودند که هرکدام از نامزدها که در اردیبهشت ۱۳۸۴ رأی بیشتری داشت، بماند و سایران به نفع وی کناره‌گیری کنند. اما این میثاق نیز ناموفق ماند تا قالیباف، رضایی و احمدی‌نژاد هر سه برای شرکت در انتخابات آماده شوند و تنها توکلی به نفع قالیباف کناره‌گیری کرد. جمعیت ایثارگران که از حامیان احمدی‌نژاد بود، به فاصلهٔ چند روز مانده به ثبت‌نام نامزدهای انتخابات، به جمع حامیان قالیباف پیوست. جمعیت ایثارگران در مرحلهٔ دوم تصمیم گرفت که از هم‌حزبی خود یعنی محمود احمدی‌نژاد حمایت کند. حزب در بیانیهٔ حمایت از احمدی‌نژاد که چهار روز پیش از مرحلهٔ دوم انتخابات منتشر نمود، احمدی‌نژاد را کاندیدای اختصاصی حزب در انتخابات ریاست‌جمهوری دانسته و دلیل عبور از احمدی‌نژاد به منظور حمایت از قالیباف در مرحلهٔ نخست را پای‌بندی به میثاق جمعی مبتنی بر نتایج نظرسنجی‌ها عنوان کرد. با این حال، احمدی‌نژاد در مصاحبه‌های مختلف پیش و پس از پیروزی در انتخابات ریاست‌جمهوری، بارها اعلام کرد که کاندیدای حزبی نیست. خبرگزاری دانشجویان ایران در همان زمان، حمایت جمعیت ایثارگران از قالیباف را به دلیل اصرارهای برخی از اعضای هیئت مؤسس آن یاد کرد. امیر محبیان، از اعضای وقت شورای هماهنگی، دلیل این چرخش را اعتقاد برخی از اعضای شورای مرکزی جمعیت ایثارگران به «برگ برنده» بودن قالیباف در انتخابات، به دلیل داشتن وجههٔ مثبت بین مردم در دوران فرماندهی نیروی انتظامی توصیف کرده‌است.

### دهمین دوره انتخابات ریاست‌جمهوری
در جریان این انتخابات، ایثارگران به حمایت از احمدی‌نژاد پرداخت. حسین فدایی در بیان علت چرایی این حمایت گفت: «در تمام سنجش‌های صورت گرفته مقبولیت احمدی‌نژاد قابل قبول و فاصله وی با سایر نامزدها بسیار زیاد است.»
لطف‌الله فروزنده که در ۲۵ فروردین به عنوان رئیس ستاد انتخاباتی جمعیت ایثارگران معرفی شده بود در ۳ اردیبهشت از حمایت رسمی حزب متبوع خود از احمدی‌نژاد خبر داد.

### یازدهمین دوره انتخابات ریاست‌جمهوری
ایثارگران در یازدهمین دوره انتخابات ریاست جمهوری نیز در بیانیه‌ای حمایت خود از علیرضا زاکانی، غلامعلی حداد عادل و سعید جلیلی را اعلام کرد.

## شورای مرکزی
شورای مرکزی جمعیت ایثارگران دارای اعضای ثابت و متغیر است. هیئت مؤسس حزب، اعضای ثابت شورای مرکزی هستند و سایر اعضای شورای مرکزی طی انتخابات کنگرهٔ سراسری حزب به مدت دو سال انتخاب می‌شوند.

### هیئت مؤسس
| ۱ | سید علی‌اکبر ابوترابی‌فرد (۱۳۷۹–۱۳۷۸) ← محمود احمدی‌نژاد (۱۳۸۹–۱۳۷۹) ← بدون متصدی ← احمد نجابت (۱۳۹۴–۱۳۹۳) ← بدون متصدی |
| ۲ | حسین فدایی (اکنون–۱۳۷۸)                                                                                              |
| ۳ | علی دارابی (اکنون–۱۳۷۸)                                                                                              |
| ۴ | داود دانش‌جعفری (۱۳۸۷–۱۳۷۸) ← بدون متصدی ← لطف‌الله فروزنده (۱۳۹۶–۱۳۸۹) ← بدون متصدی                                   |
| ۵ | عبدالحسین روح‌الامینی (۱۳۸۷–۱۳۷۸) ← بدون متصدی ← الیاس نادران (اکنون–۱۳۸۹)                                            |
| ۶ | علی یوسف‌پور (اکنون–۱۳۷۸)                                                                                             |
| ۷ | مجتبی شاکری (اکنون–۱۳۷۸)                                                                                             |
| ۸ | احمدعلی مقیمی (اکنون–۱۳۷۸)                                                                                           |
| ۹ | اصغر صبوری (۱۳۸۲–۱۳۷۸) ← هادی ایمانی (اکنون–۱۳۸۲)                                                                    |

### اعضای منتخب کنگره
نکته: منتخبان اصلی و علی‌البدل کنگره‌های پنجم و ششم تفکیک نشده‌اند.
| نام                   | کنگرهٔ نخست ۱۳۸۰ | کنگرهٔ دوم ۱۳۸۲ | کنگرهٔ سوم ۱۳۸۴ | کنگرهٔ چهارم ۱۳۸۷ | کنگرهٔ پنجم ۱۳۸۹ | کنگرهٔ ششم ۱۳۹۳ | کنگرهٔ هفتم ۱۳۹۶ | کنگرهٔ هشتم ۱۴۰۰ |
| --------------------- | --------------- | -------------- | -------------- | ---------------- | --------------- | -------------- | --------------- | --------------- |
| مسعود سلطان‌پور        | Green tick      | Green tick     | Green tick     | Green tick       | Green tick      | —              | —               | —               |
| فاطمه آلیا            | Green tick      | Green tick     | Green tick     | —                | —               | —              | —               | —               |
| نفیسه فیاض‌بخش         | Green tick      | Green tick     | Green tick     | —                | —               | —              | —               | —               |
| علیرضا علی‌احمدی       | Green tick      | Green tick     | —              | —                | —               | —              | —               | —               |
| علی دارابی            | Green tick      | عضو هیئت مؤسس  | عضو هیئت مؤسس  | عضو هیئت مؤسس    | عضو هیئت مؤسس   | عضو هیئت مؤسس  | عضو هیئت مؤسس   | —               |
| حسین فدایی            | Green tick      | عضو هیئت مؤسس  | عضو هیئت مؤسس  | عضو هیئت مؤسس    | عضو هیئت مؤسس   | عضو هیئت مؤسس  | عضو هیئت مؤسس   | —               |
| احمد نجابت            | Green tick      | —              | Green tick     | Green tick       | Green tick      | عضو هیئت مؤسس  | —               | —               |
| محمود احمدی‌نژاد       | Green tick      | عضو هیئت مؤسس  | عضو هیئت مؤسس  | عضو هیئت مؤسس    | —               | —              | —               | —               |
| داود دانش‌جعفری        | Green tick      | عضو هیئت مؤسس  | عضو هیئت مؤسس  | عضو هیئت مؤسس    | —               | —              | —               | —               |
| ابوالحسن فقیه         | Green tick      | —              | —              | —                | —               | —              | —               | —               |
| سید جلال فیاضی        | Green tick      | —              | —              | —                | —               | —              | —               | —               |
| علی مظاهری            | Green tick      | —              | —              | —                | —               | —              | —               | —               |
| محمدمهدی مظاهری       | Green tick      | —              | —              | —                | —               | —              | —               | —               |
| عباس درویش توانگر     | —               | Green tick     | Green tick     | Green tick       | Green tick      | Green tick     | Green tick      | Green tick      |
| علیرضا سربخش          | —               | Green tick     | Green tick     | Green tick       | Green tick      | Green tick     | Green tick      | علی‌البدل        |
| صدیقه شاکری           | —               | Green tick     | Green tick     | Green tick       | Green tick      | Green tick     | Green tick      | علی‌البدل        |
| مصطفی توکلیان         | —               | Green tick     | Green tick     | Green tick       | Green tick      | Green tick     | Green tick      | —               |
| لطف‌الله فروزنده       | —               | Green tick     | Green tick     | Green tick       | عضو هیئت مؤسس   | عضو هیئت مؤسس  | —               | —               |
| مسعود زریبافان        | —               | Green tick     | —              | —                | —               | —              | —               | —               |
| بیژن مقدم             | —               | Green tick     | —              | —                | —               | —              | —               | —               |
| سید رمضان موسوی‌مقدم   | —               | Green tick     | —              | —                | —               | —              | —               | —               |
| هادی ایمانی           | —               | عضو هیئت مؤسس  | عضو هیئت مؤسس  | عضو هیئت مؤسس    | عضو هیئت مؤسس   | عضو هیئت مؤسس  | Green tick      | —               |
| احمدعلی مقیمی         | —               | عضو هیئت مؤسس  | عضو هیئت مؤسس  | عضو هیئت مؤسس    | عضو هیئت مؤسس   | عضو هیئت مؤسس  | Green tick      | —               |
| علی یوسف‌پور           | —               | عضو هیئت مؤسس  | عضو هیئت مؤسس  | عضو هیئت مؤسس    | عضو هیئت مؤسس   | عضو هیئت مؤسس  | Green tick      | —               |
| مجتبی شاکری           | —               | عضو هیئت مؤسس  | عضو هیئت مؤسس  | عضو هیئت مؤسس    | عضو هیئت مؤسس   | عضو هیئت مؤسس  | Green tick      | —               |
| عبدالحسین روح‌الامینی  | —               | عضو هیئت مؤسس  | عضو هیئت مؤسس  | عضو هیئت مؤسس    | —               | —              | —               | —               |
| مهدی کوچک‌زاده         | —               | علی‌البدل       | —              | Green tick       | —               | —              | —               | —               |
| علی ذبیحی             | —               | علی‌البدل       | —              | —                | —               | —              | —               | —               |
| سید صولت مرتضوی       | —               | علی‌البدل       | —              | —                | —               | —              | —               | —               |
| داود جعفری            | —               | علی‌البدل       | —              | —                | —               | —              | —               | —               |
| الیاس نادران          | —               | —              | Green tick     | Green tick       | عضو هیئت مؤسس   | عضو هیئت مؤسس  | عضو هیئت مؤسس   | —               |
| رضا روستاآزاد         | —               | —              | Green tick     | Green tick       | Green tick      | Green tick     | Green tick      | —               |
| محمود صابر همیشگی     | —               | —              | Green tick     | —                | Green tick      | —              | —               | —               |
| محمدعلی شم‌آبادی       | —               | —              | علی‌البدل       | Green tick       | Green tick      | Green tick     | Green tick      | —               |
| سید امیر سیاح         | —               | —              | علی‌البدل       | علی‌البدل         | Green tick      | —              | Green tick      | —               |
| محمدعلی تقوی‌راد       | —               | —              | علی‌البدل       | —                | Green tick      | Green tick     | Green tick      | —               |
| جعفر شاکری            | —               | —              | علی‌البدل       | —                | —               | —              | —               | —               |
| محمدجواد عامری شهرابی | —               | —              | —              | Green tick       | Green tick      | Green tick     | Green tick      | Green tick      |
| عشرت شایق             | —               | —              | —              | علی‌البدل         | Green tick      | Green tick     | Green tick      | Green tick      |
| معصومه آباد           | —               | —              | —              | علی‌البدل         | —               | —              | —               | —               |
| هاجر تحریری نیک‌صفت    | —               | —              | —              | علی‌البدل         | —               | —              | —               | —               |
| مرادعلی منصوری رضی    | —               | —              | —              | —                | Green tick      | Green tick     | Green tick      | Green tick      |
| عوض حیدرپور           | —               | —              | —              | —                | Green tick      | —              | —               | —               |
| مجتبی کرباسی          | —               | —              | —              | —                | Green tick      | —              | —               | —               |
| جلیل محبی             | —               | —              | —              | —                | —               | Green tick     | علی‌البدل        | —               |
| مجتبی توانگر          | —               | —              | —              | —                | —               | Green tick     | —               | —               |
| عبدالمطهر محمدخانی    | —               | —              | —              | —                | —               | Green tick     | —               | —               |
| مهدی مذهبی            | —               | —              | —              | —                | —               | Green tick     | —               | —               |
| علی بروغنی            | —               | —              | —              | —                | —               | —              | Green tick      | Green tick      |
| جلال خالقی            | —               | —              | —              | —                | —               | —              | Green tick      | —               |
| سید حسین نقوی حسینی   | —               | —              | —              | —                | —               | —              | Green tick      | —               |
| جعفر شاکری‌صفت         | —               | —              | —              | —                | —               | —              | علی‌البدل        | —               |
| روح‌الله طالبی         | —               | —              | —              | —                | —               | —              | علی‌البدل        | —               |
| مهین جباری            | —               | —              | —              | —                | —               | —              | علی‌البدل        | —               |
| حمید اورعی            | —               | —              | —              | —                | —               | —              | —               | Green tick      |
| صالح سوادکوهی         | —               | —              | —              | —                | —               | —              | —               | Green tick      |
| حمیدرضا جیهانی        | —               | —              | —              | —                | —               | —              | —               | Green tick      |
| محسن رشیدی‌اقدم        | —               | —              | —              | —                | —               | —              | —               | Green tick      |
| احمد صالحی            | —               | —              | —              | —                | —               | —              | —               | Green tick      |
| محمدصابر باغ‌خانی‌پور   | —               | —              | —              | —                | —               | —              | —               | Green tick      |
| سید محمد احمدی        | —               | —              | —              | —                | —               | —              | —               | Green tick      |
| طاهره بروشکی          | —               | —              | —              | —                | —               | —              | —               | Green tick      |
| احمد صادقی            | —               | —              | —              | —                | —               | —              | —               | Green tick      |
| علیرضا طهان           | —               | —              | —              | —                | —               | —              | —               | Green tick      |
| محسن شکرنیا           | —               | —              | —              | —                | —               | —              | —               | Green tick      |
| مهدی آراسته‌نسب        | —               | —              | —              | —                | —               | —              | —               | Green tick      |
| عبدالرحمان آقایی      | —               | —              | —              | —                | —               | —              | —               | Green tick      |
| مسعود شریعتی          | —               | —              | —              | —                | —               | —              | —               | Green tick      |
| علی دادخواه           | —               | —              | —              | —                | —               | —              | —               | Green tick      |
| علی‌محمد اسماعیلی دهقی | —               | —              | —              | —                | —               | —              | —               | Green tick      |
| اسماعیل میرزاخانی     | —               | —              | —              | —                | —               | —              | —               | علی‌البدل        |

## اعضای سابق
فوت
- سید علی‌اکبر ابوترابی‌فرد، نمایندهٔ تهران، ری، شمیرانات و اسلامشهر (۱۳۷۹–۱۳۷۱)، فوت در سال ۱۳۷۹.
- غلامحسین محب، نمایندهٔ منتخب شیراز، فوت در سال ۱۳۸۳.[۳۳]
- احمد نجابت، نمایندهٔ شیراز (۱۳۷۹–۱۳۷۱)، فوت در سال ۱۳۹۴.[۳۴]
- مصطفی توکلیان، مدیرکل صدا و سیمای سمنان (۱۴۰۰–۱۳۹۷)، فوت در سال ۱۴۰۰.[۳۵]
- محمدحسن طریقت منفرد، وزیر بهداشت، درمان و آموزش پزشکی (۱۳۹۲–۱۳۹۱)، فوت در سال ۱۴۰۰.[۳۶]
- رضا روستاآزاد، رئیس دانشگاه صنعتی شریف (۱۳۹۳–۱۳۸۹)، فوت در سال ۱۴۰۱.[۳۷]

استعفا
- اصغر صبوری، معاون هماهنگ‌کنندهٔ نیروی زمینی سپاه پاسداران (۱۳۸۷–۱۳۸۵)، استعفا در سال ۱۳۸۲.
- داود دانش‌جعفری، وزیر امور اقتصادی و دارایی (۱۳۸۷–۱۳۸۴)، استعفا در سال ۱۳۸۷.[۲۴]
- عبدالحسین روح‌الامینی، رئیس انستیتو پاستور (۱۳۸۷–۱۳۸۴)، استعفا در سال ۱۳۸۷.[۲۴]
- لطف‌الله فروزنده، معاون امور مجلس رئیس‌جمهور (۱۳۹۲–۱۳۹۱)، استعفا در سال ۱۳۹۶.[۳۸]

لغو عضویت
- محمود احمدی‌نژاد، رئیس‌جمهور (۱۳۹۲–۱۳۸۴)، لغو عضویت در سال ۱۳۸۹.[ب]

## اعضای دارای مسئولیت‌های اجرایی
- سید رمضانعلی موسوی‌مقدم، نماینده ولی فقیه در بنیاد شهید و امور ایثارگران.

## یادداشت
1. ↑  صدور مجوز تأسیس و پروانه فعالیت جمعیت ایثارگران در خرداد ۱۳۷۹ مجدداً اعلام شد.[۸]
2. 1 2  پیش از برگزاری کنگره پنجم در خرداد ۱۳۸۹، شایعهٔ حذف احمدی‌نژاد از هیئت مؤسس منتشر شد[۱۹] ولی مجتبی توانگر مسئول وقت روابط عمومی حزب، این خبر را تکذیب کرده و تأکید کرده بود که احمدی‌نژاد همچنان عضو هیئت مؤسس است.[۲۰] با این حال توانگر در دی ۱۳۹۲ اعلام کرد که خبر حذف احمدی‌نژاد از هیئت مؤسس در سال ۱۳۸۹ درست بود و عضویت احمدی‌نژاد نیز لغو شده اما به صورت رسمی اعلام نشده بود.[۲۱] لطف‌الله فروزنده قائم‌مقام وقت حزب، علت لغو عضویت احمدی‌نژاد را عدم حضور او در جلسات حزب یاد کرد. به گفتهٔ فروزنده، احمدی‌نژاد فقط به دو جلسهٔ شورای مرکزی در سال ۱۳۸۴ آمد و دیگر هرگز در جلسات حزب حضور پیدا نکرد.[۲۲] حسین فدایی دبیرکل وقت حزب، در نشست خبری دی ۱۳۹۳ چنین شرح داد که پس از درگذشت ابوترابی‌فرد، احمدی‌نژاد به جای او به عضویت حزب و هیئت مؤسس آن درآمده بود که به دلیل «زاویه گرفتن احمدی‌نژاد از سیاست‌ها و مرامنامهٔ حزب» طی دوران ریاست‌جمهوری، عضویت او ابتدا تعلیق و سپس لغو شد.[۲۳]